# Fisura palpebral
La fisura palpebral (hendidura entre los párpados) es la abertura natural que existe entre los párpados y que le da su forma característica al ojo. Gracias a la fisura palpebral es posible abrir y cerrar los ojos.

## Etimología
- Fisura = grieta, abertura.
- Palpebral = relativo a los párpados.
- Fisura palpebral = abertura de los párpados que le da forma al ojo.

## Etnias
Las diferentes razas o etnias humanas tienen fisuras palpebrales características que, aunque son sutiles, le dan su forma peculiar a cada una.
Las personas de origen asiático presentan un típico repliegue de la piel que cubre el ángulo interno del ojo llamado pliegue del epicanto (epicanto significa sobre el borde) o brida mongólica que le da la forma peculiar a los ojos orientales. No todos los individuos asiáticos la presentan pero es característico de este grupo humano.

## Malformaciones
Muchas malformaciones de origen genético alteran la forma de las fisuras palpebrales, de tal manera que es uno de los primeros signos clínicos que indican la necesidad de buscar otras señales que permitan determinar si solo es una característica de la persona o el signo de alguna alteración genética.

## Fisuras palpebrales mongoloides
Se dice que las fisuras palpebrales son mongoloides cuando el canto externo del ojo es más alto que el canto interno.
Es característico de alteraciones cromosómicas como el Síndrome de Down (trisonomia del cromosoma 21).

## Fisuras palpebrales antimongoloides
Las fisuras palpebrales antimongoloides se dan cuando el canto externo del ojo es más bajo que el canto interno.

## Entropión
Cuando el borde del párpado se gira hacia adentro del ojo, las pestañas rozan contra la córnea provocando irritación, lesiones y cicatrices. Esta condición es conocida como entropión y no debe confundirse con la triquiasis.

## Ectropión
Cuando el borde del párpado se gira hacia afuera del ojo queda expuesta la conjuntiva lo que provoca irritación y molestias afectando también la estética. A este trastorno se le denomina ectropión.

## Triquiasis
En ocasiones las pestañas crecen desviadas hacia dentro del ojo causando lesiones semejantes a las que provoca el entropión, pero sin que el borde del párpado se gire. Este trastorno se llama triquiasis.

## Distiquiasis
Cuando crecen dos filas de pestañas en vez de una sola como es común, es frecuente que las más cercanas a la córnea la rocen y lesionen. A este fenómeno se le conoce como distiquiasis.